# Sami, le pion
Sami ou Sami, le pion est une série télévisée française composée d'un pilote de 90 minutes et de quatre épisodes de 52 minutes, créée par Patrice Martineau et Olivier Guignard, diffusée du 20 février 2002 au 12 mars 2003 sur M6, puis rediffusée sur W9.

## Synopsis
Sami, un jeune tunisien, arrive à Paris pour y poursuivre sa licence de mathématiques à la fac, où il bénéficie d'une bourse. Il est chaleureusement accueilli par ses cousins et surtout Mehdi, ravi de lui servir de guide dans Paris. Pour gagner sa vie, Sami a obtenu un poste de pion dans un grand lycée parisien, grâce à François, qui a été son professeur au lycée français de Tunis.

## Distribution
- Faudel : Sami Attia
- Nicolas Vaude : François
- Yasmine Belmadi : Mehdi
- Claire Pérot : Clotilde
- Serge Moati : M. Kirche, le proviseur
- Marina Golovine : Anna Grenelle
- Max Boublil : Sylvain
- Smaïl Mekki : Ali
- Fatima Aibout : Nalah

## Épisodes
1. Pilote
2. Rumeur
3. Asile
4. À la vie, à la mort
5. Le Choix de Sami